# ناتالیا فلاوینیا
ناتالیا فلاوینیا (انگلیسی: Natália Falavigna؛ زادهٔ ۹ می ۱۹۸۴) ورزشکار تکواندو اهل برزیل است.
وی در مسابقات کشوری و بین‌المللی در مجموع برندهٔ ۳ مدال طلا، ۳ مدال نقره و ۴ مدال برنز شده‌است.